# Список музеїв просто неба
До цього списку включено музеї просто неба у вузькому значенні, тобто музеї, основними експонатами яких є перенесені архітектурні споруди. Парки скульптур і парки мініатюр включаться в окремі списки.

## Білорусь
- с. Озерцо — Білоруський державний музей народної архітектури і побуту
- Дудутки — Музейний комплекс старовинних народних ремесел і технологій, Пуховичський район[1][2].

## Бельгія
- Бокрейк (Bokrijk[nl])
- Раверсейде

## Болгарія
- Архітектурно-етнографічний комплекс «Етир» — музей просто неба, що розташувався за 8 кілометрів південніше міста Габрово за ініціативи Лазара Данкова.

## Велика Британія
- Біміш — реконструкція робітничих висілок початку XX століття
- Живий музей Чорної країни (Black Country Living Museum[en])

## Німеччина
- «Мюленгоф» — музей народної архітектури і побуту Вестфалії в Мюнстері
- Міжнародний музей вітряних і водяних млинів — музей під відкритим небом у місті Гіфхорн, Нижня Саксонія
- Вестфальський відкритий музей[3] у місті Детмольд, Північний Рейн-Вестфалія
- «Топографія терору» — інформаційно-виставочний центр і музей під відкритим небом на місті зруйнованих будинків гестапо в Берліні

## Данія
- Фінське село (Den Fynske Landsby) — зразки сільської архітектури острова Фюн
- Музей під відкритим небом (Данія) (Frilandsmuseet)
- Старе місто (Орхус) (Den Gamle By) — коло 70 споруд з різних міст Данії, головним чином фахверків

## Латвія
- Латвійський етнографічний музей
- Приморський музей під відкритим небом (Вентспілс)

## Нідерланди
- Нідерландський музей під відкритим небом (Nederlands Openluchtmuseum[nl])

## Норвегія
- Норвезький народний музей (Norsk Folkemuseum)
- Сверресборг (Trøndelag Folkemuseum)
- Майгауген

## Росія
- Вітославлиці (Новгородська область)
- Дивногір'я (Воронезька область)
- Кіжі (Республіка Карелія)
- Малі Корели (Архангельська область)
- Музей дерев'яної зодчості, Суздаль, Владимирська область
- Історико-етнографічний музей-заповідник "Шушенське", Шушенське, Красноярський край

## Словаччина
- Гуменне
- Ружомберок — музей словацького села Влколінець
- Свідник — музей русинсько-української культури
- Стара-Любовня — спішський музей

## Сполучені Штати Америки
- Музей Америки і моря
- Сан-Уотч — реконструкція поселення індейців
- Джеймстаун (Віргинія) — музей живої історії часів колоніальної Америки

## Україна
- Закарпатський музей народної архітектури і побуту, м. Ужгород
- Мамаєва Слобода, м. Київ
- Музей народної архітектури, побуту і дитячої творчості у селі Прелесне
- Музей народної архітектури і побуту Прикарпаття, с. Крилос
- Музей народної архітектури і побуту Середньої Наддніпрянщини, м. Переяслав
- Музей народної архітектури і побуту України, м. Київ
- Музей історії сільського господарства на Волині, с. Рокині
- Парк «Київська Русь», с. Копачів[4]
- Музей під відкритим небом «Українське село», с.  Миколаївка
- Шевченківський гай, м. Львів

## Фінляндія
- Музей ремесла Луостаринмякі

## Франція
- Село Бурна — відтворено перигорське село станом на 1900 рік

## Швейцарія
- Балленберг (Musée suisse de l’habitat rural[fr]) — музей під відкритим небом у Бернському Оберланді. Селянські хати та інші сільські будівлі було зібрано з усієї Швейцарії.

## Швеція
- Скансен — один з найперших музеїв такого роду, його назва стала прозивною
- Ямтлі — регіональний музей провінцій Ємтланд і Гер'єдален, розташований у шведському місті Естерсунд. Цей музей просто неба — один з найбільших музеїв подібного роду в  Швеції.

## Естонія
- Естонський музей під відкритим небом — реконструкція сільського / рибальського села XVIII ст. в натуральну величину.

## Японія
- Мейдзі-мура — музей просто неба у місті Інуяма, префектура Айті, Японія. Музей споруд епохи Мейдзі, перенесених з різних міст Японії
- Музей просто неба Едо-Токіо — музей історичних японських будівель.
- Стоянка Йосіноґарі (яп. 吉野ヶ里遺跡, よしのがりいせき, йосіноґарі ісекі) — археологічна пам'ятка великого поселення періоду Яйой на пагорбі Йосіногарі, у містечку Йосіноґарі і місті Кандзакі префектури Саґа в Японії. Затверджена урядом країни як особлива пам'ятка Японії.]]